# جائزة إنزو بيرزوت
جائزة إنزو بيرزوت (بالإيطالية: Premio Nazionale Enzo Bearzot) هي جائزة تُمنح لمدربي كرة القدم الإيطاليين سنويًا. تأسست في عام 2011 ومنحتها لجنة تحكيم مكونة من ممثلين عن كبرى الصحف الرياضية الإيطالية، الجائزة برعاية الاتحاد الرياضي للجمعيات المسيحية للعمال الإيطاليين والاتحاد الإيطالي لكرة القدم.

## التاريخ
تم إنشاء الجائزة تكريماً للمدرب الحائز على كأس العالم 1982 إنزو بيرزوت مع المنتخب الإيطالي. وهو يحمل الرقم القياسي لأكثر مدرب درّب المنتخب الإيطالي في 104 مباراة من 27 سبتمبر 1975 إلى 18 يونيو 1986. وتوفي في 21 ديسمبر 2010 في ميلانو عن عمر يناهز 83 عامًا، أي بعد 42 عامًا بالضبط من فيتوريو بوتسو.
تُمنح جائزة إنزو بيرزوت كل عام من قبل رئيس الاتحاد الإيطالي لكرة القدم، في القاعة الفخرية للجنة الأولمبية الوطنية الإيطالية.

## قائمة الفائزين
| العام | الفائز               | النادي أو المنتخب الوطني | المرجع        |
| ----- | -------------------- | ------------------------ | ------------- |
| 2011  | تشيزاري برانديلي     | منتخب إيطاليا            | [ 7 ]         |
| 2012  | والتر ماتزاري        | نابولي                   | [ 8 ]         |
| 2013  | فينتشينزو مونتيلا    | فيورنتينا                | [ 9 ]         |
| 2014  | كارلو أنشيلوتي       | ريال مدريد               | [ 10 ]        |
| 2015  | ماسيميليانو أليغري   | يوفنتوس                  | [ 11 ]        |
| 2016  | كلاوديو رانييري      | ليستر سيتي               | [ 12 ] [ 13 ] |
| 2017  | ماوريسيو ساري        | نابولي                   | [ 14 ]        |
| 2018  | أوزيبيو دي فرانسيسكو | روما                     | [ 15 ]        |
| 2019  | روبرتو مانشيني       | منتخب إيطاليا            | [ 16 ]        |
| 2020  | باولو روسي           | –                        | [ 17 ] [ 18 ] |

## الحواشي
1. ↑  لم تُعقد نسخة 2020 بسبب جائحة فيروس كورونا في إيطاليا. لذلك تم منح الجائزة بعد وفاته إلى باولو روسي، الذي توفي في ديسمبر 2020، على الرغم من أنه لم يكن مدرب كرة القدم.[17][18]